# Équipe cycliste Lifeplus Wahoo
L'équipe cycliste Lifeplus Wahoo est une équipe cycliste professionnelle féminine basée au Royaume-Uni.

## Histoire de l'équipe
L'équipe est créée en 2016, afin de permettre à de jeunes coureuses britanniques de pouvoir disputer des courses internationales. Elle est dirigée par Bob Varney, fondateur du principal sponsor de l'équipe, la marque de papiers peints Drops. Celui-ci considère l'équipe comme semi-professionnelle : « Légalement, nous sommes une équipe UCI professionnelle, mais moralement, nous sommes une équipe amateur. Nous pensons que la définition d'un « professionnel », c'est d'être payé pour votre boulot. Nous ne payons pas nos coureuses pour leur boulots, donc nous qualifier de professionnels ne nous met pas à l'aise. C'est pour cette raison que nous avons imaginé l'expression « la plus professionnelle des équipes féminines amateurs du monde » ».
Lors du Tour de Grande-Bretagne 2024, l'équipe se fait voler ses vélos à l'issue de la première étape, mais peut continuer à participer grâce au soutien des autres équipes.
L'équipe cesse ses activités à la fin de la saison 2024.

## Classements UCI
Ce tableau présente les places de l'équipe Drops au classement de l'Union cycliste internationale en fin de saison, ainsi que ses meilleures coureuses au classement individuel.
| Classement UCI | Classement UCI         | Classement UCI                              | Classement UCI |
| Année          | Classement par équipes | Meilleure coureuse au classement individuel |                |
| -------------- | ---------------------- | ------------------------------------------- | -------------- |
| 2016           | 33e                    | Alice Barnes (124e)                         |                |
| 2017           | 15e                    | Ann-Sophie Duyck (40e)                      |                |
| 2018           | 20e                    | Tayler Wiles (41e)                          |                |
| 2019           | 35e                    | Joscelin Lowden (257e)                      |                |
| 2020           | 39e                    | Emilie Moberg (223e)                        |                |
| 2021           | 16e                    | Joscelin Lowden (58e)                       |                |
| 2022           | 15e                    | Gladys Verhulst (55e)                       |                |
| 2023           | 24e                    | Ella Wyllie (91e)                           |                |
| 2024           | -                      | Babette van der Wolf (284e)                 |                |
|                |                        |                                             |                |
| Source : UCI   |                        |                                             |                |

À partir de 2016, l'UCI World Tour féminin remplace la Coupe du monde.
| UCI World Tour | UCI World Tour         | UCI World Tour                              | UCI World Tour |
| Année          | Classement par équipes | Meilleure coureuse au classement individuel |                |
| -------------- | ---------------------- | ------------------------------------------- | -------------- |
| 2016           | 28e                    | Alice Barnes (84e)                          |                |
| 2017           | 17e                    | Alice Barnes (37e)                          |                |
| 2018           | 14e                    | Tayler Wiles (27e)                          |                |
| 2019           | 33e                    | Abby-Mae Parkinson (169e)                   |                |
| 2020           | -                      | -                                           |                |
| 2021           | 17e                    | Joscelin Lowden (75e)                       |                |
| 2022           | 16e                    | Gladys Verhulst (69e)                       |                |
| 2023           | 23e                    | Ella Wyllie (84e)                           |                |
| 2024           | -                      | Alicia González (177e)                      |                |
|                |                        |                                             |                |
| Source : UCI   |                        |                                             |                |

## Principales victoires

### Championnats nationaux
Cyclisme sur route
- Championnats d'Antigua-et-Barbuda : 2
  - Course en ligne : 2016 (Tamiko Butler )
  - Contre-la-montre : 2016 (Tamiko Butler )

## Encadrement
Le directeur sportif et représentant de l'équipe auprès de l'UCI est Bob Varney. Il a auparavant dirigé l'équipe amateur Keyne-Trek. Il est assisté par Tom Varney. En 2017, Marijn De Vries et Paul Freeman deviennent également directeurs sportifs adjoints.
L'équipe est basée à Milton Keynes.

## Partenaires
Le partenaire principal de l'équipe est Drops, une entreprise de décoration murale. En 2016, l'équipe court sur des cycles Trek. L'habillement est fourni par Santini.

## Saisons précédentes

Portraits
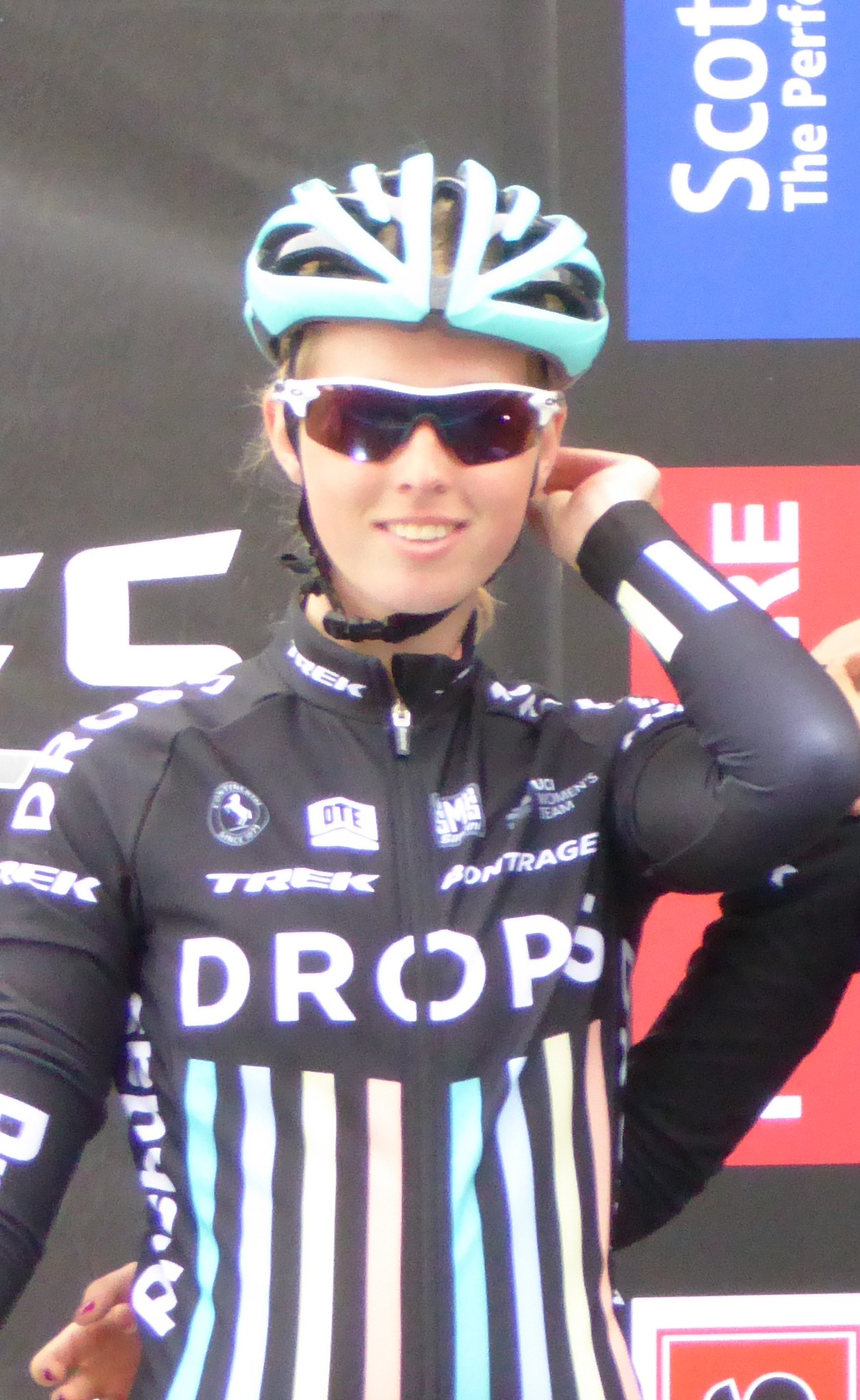
Alice Barnes
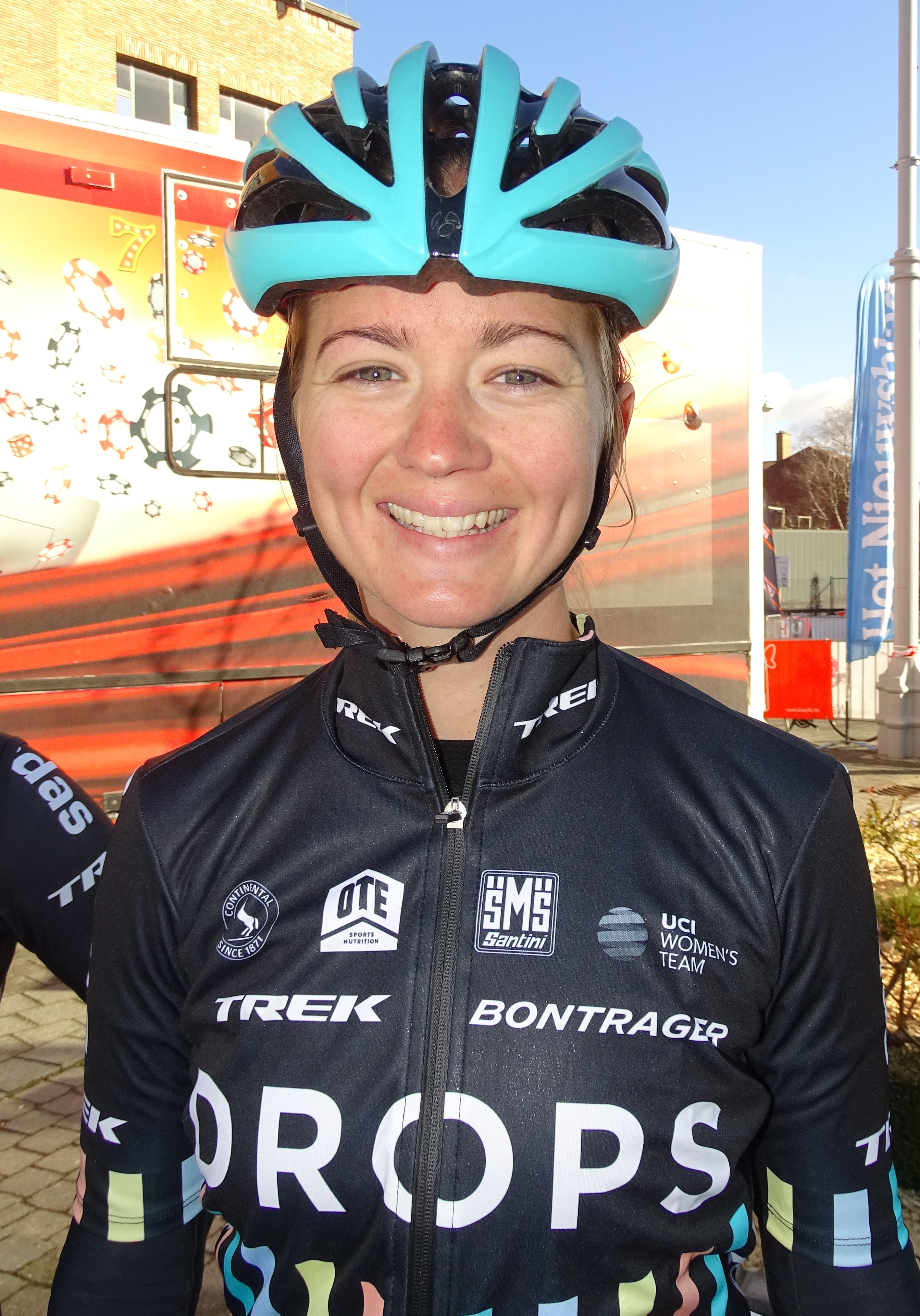
Karla Boddy.
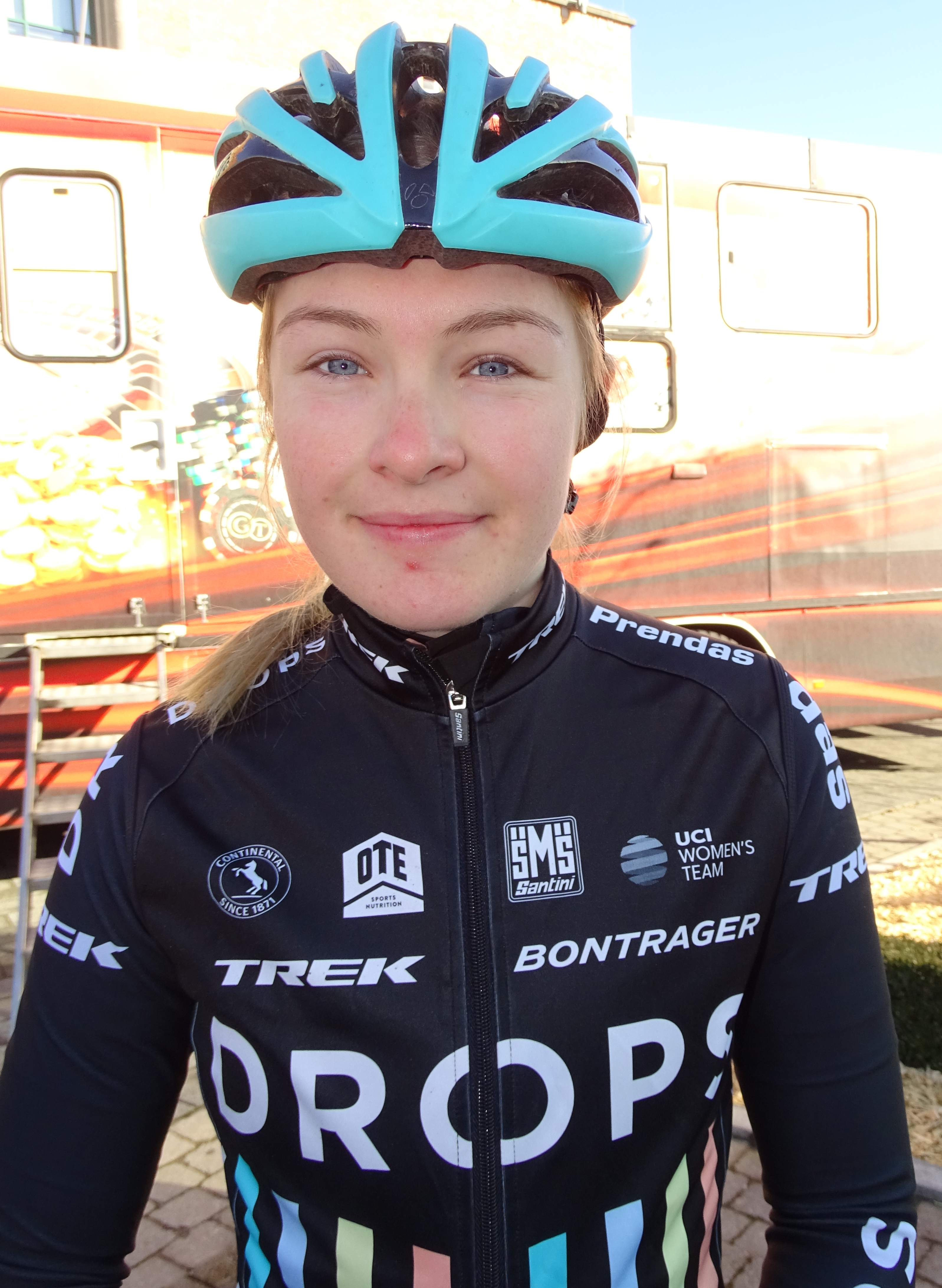
Lucy Shaw.
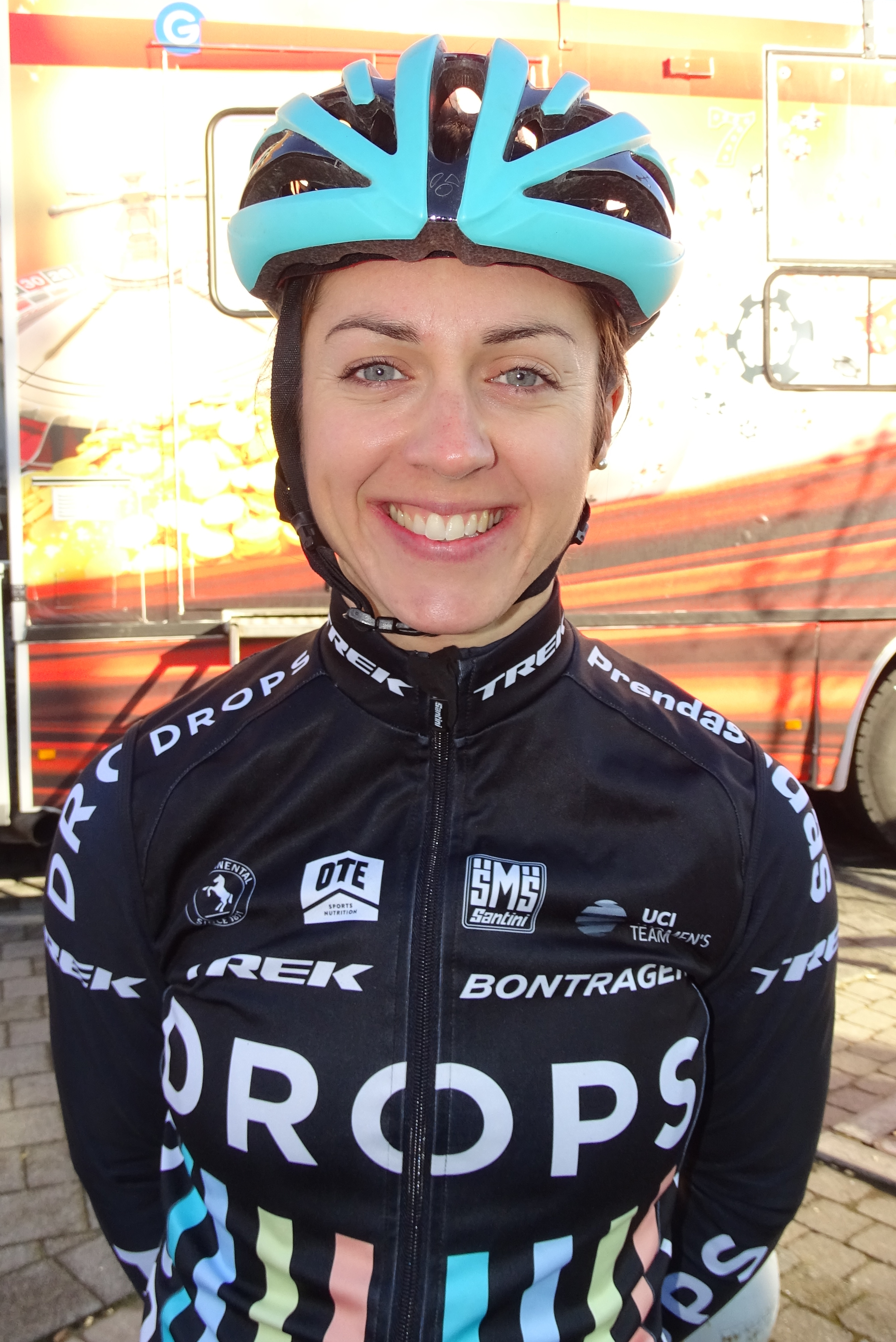
Rebecca Durrell.
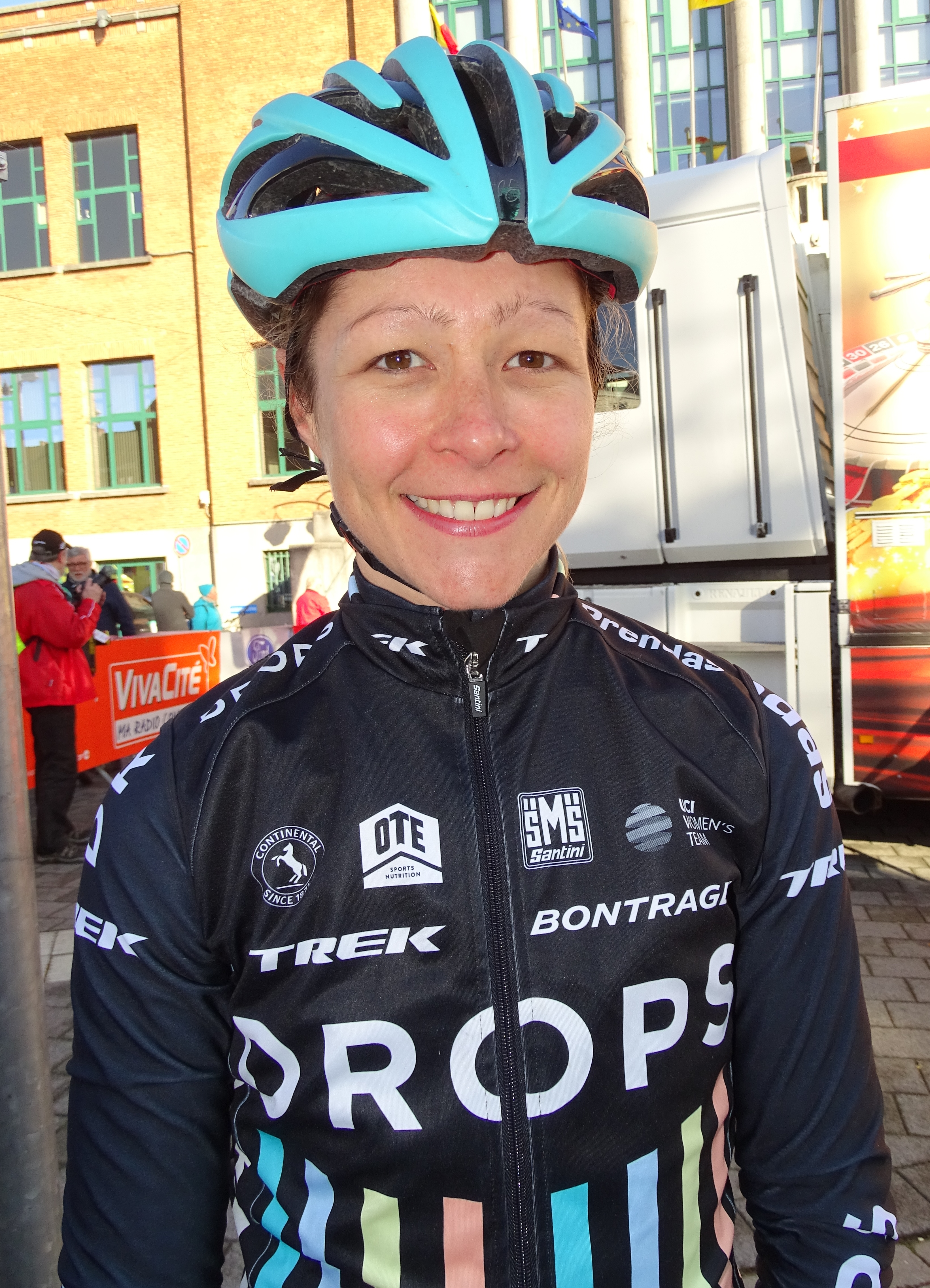
Laura Massey.
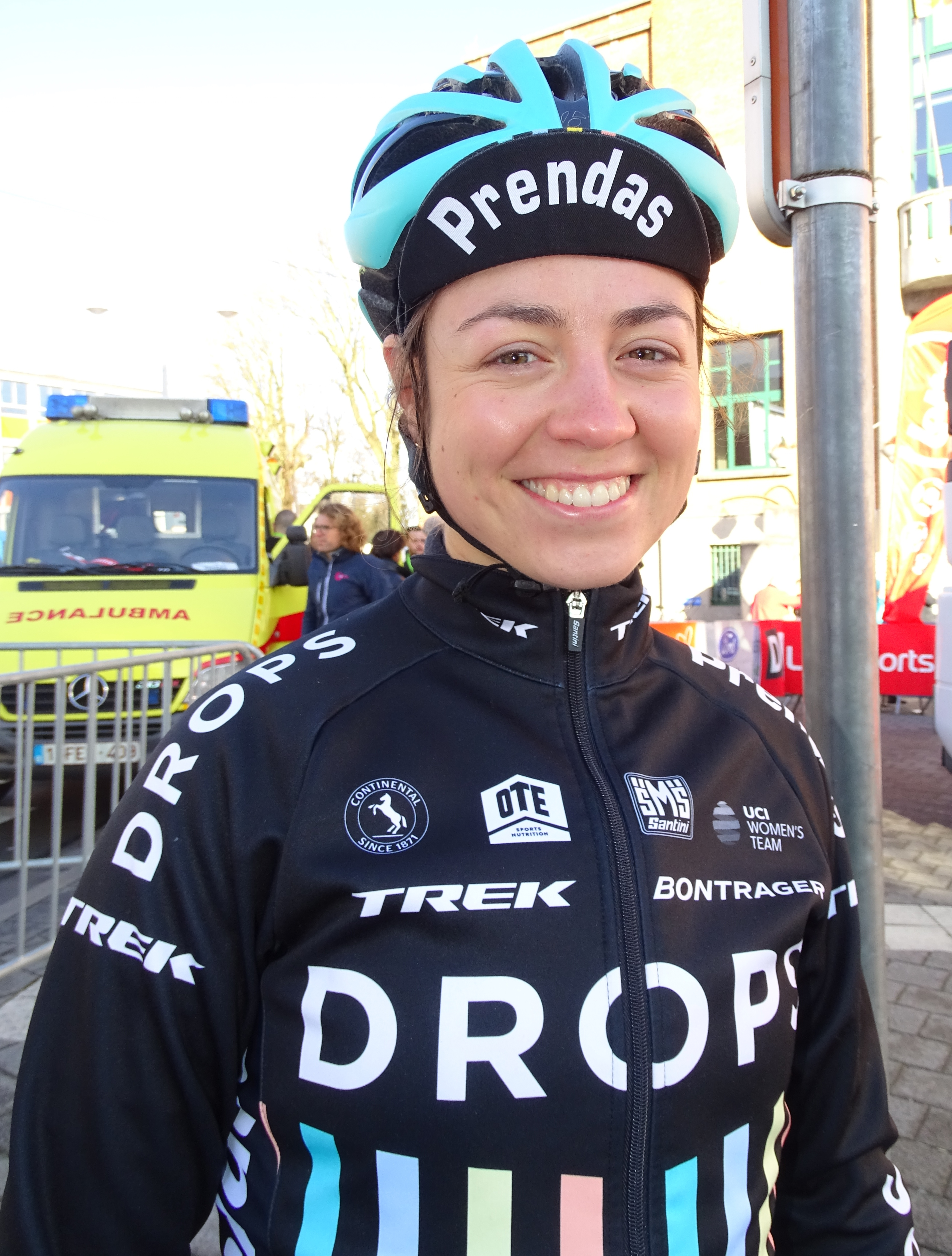
Sophie Coleman.
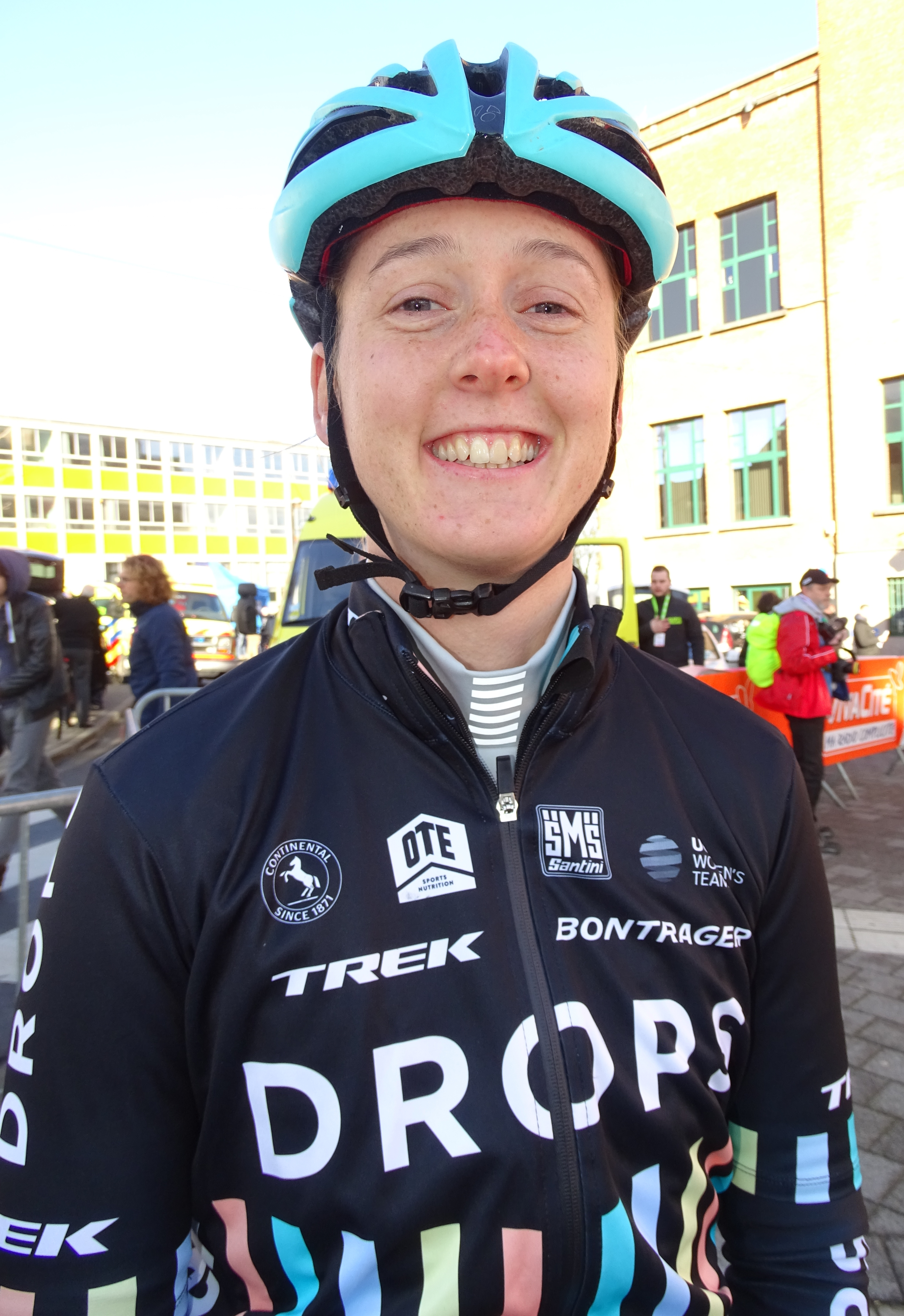
Rose Osborne.

## Lifeplus-Wahoo 2023

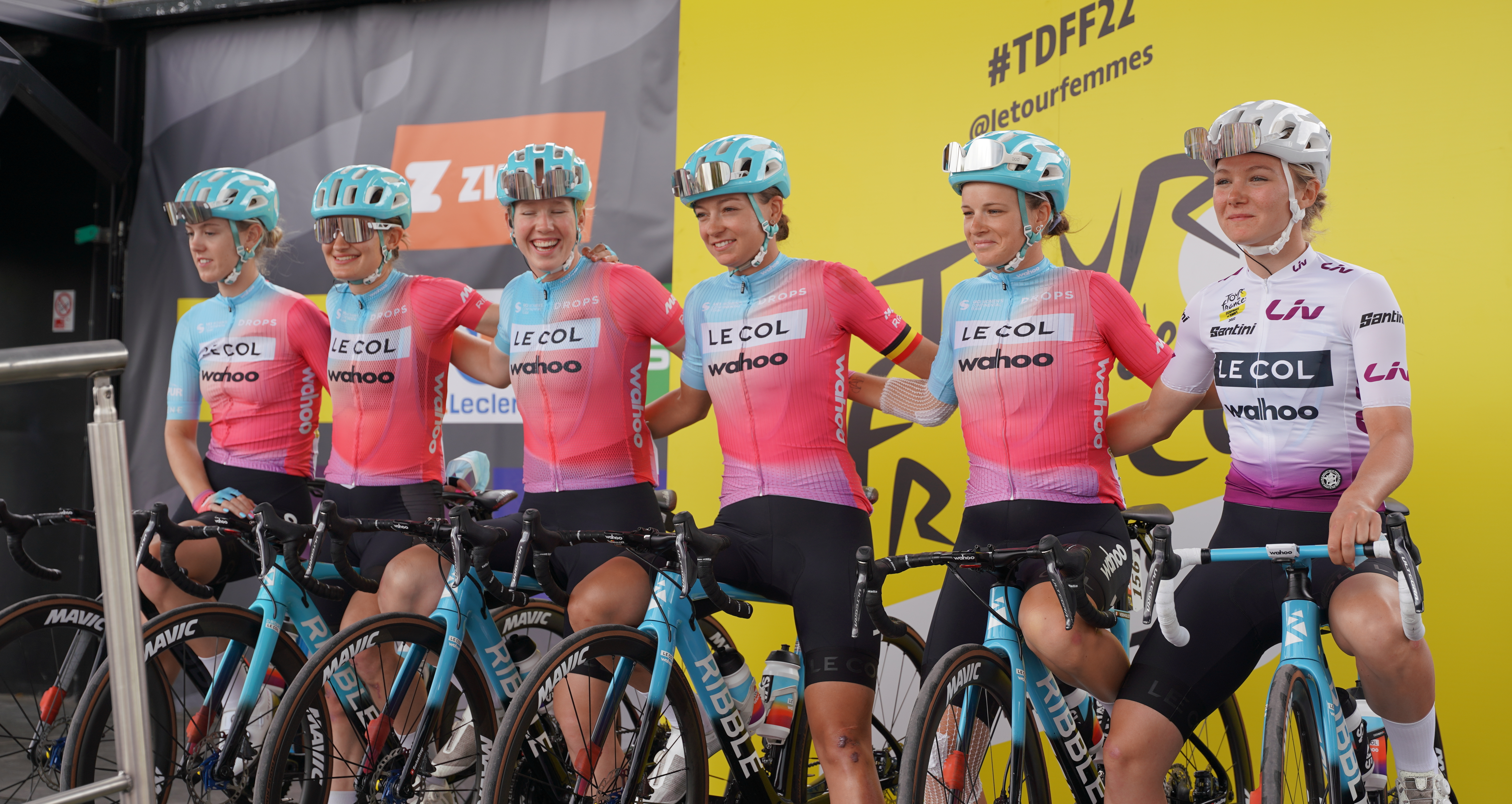
En 2022, sur le Tour de France.

### Effectif
| Effectif 2023                         | Effectif 2023     | Effectif 2023    | Effectif 2023                               |
| Cycliste                              | Date de naissance | Pays             | Équipe précédente                           |
| ------------------------------------- | ----------------- | ---------------- | ------------------------------------------- |
| Ella Harris                           | 18 juillet 1998   | Nouvelle-Zélande | Canyon-SRAM Racing (2022)                   |
| Eluned King                           | 1 août 2002       | Royaume-Uni      |                                             |
| Typhaine Laurance                     | 28 août 1998      | France           | Arkéa Pro Cycling Team (2022)               |
| Maddie Leech                          | 4 mai 2003        | Royaume-Uni      | Cams Basso (2022)                           |
| Maria Novolodskaya (1 janv.–1 juill.) | 28 juillet 1999   | Russie           | UAE Team ADQ (2022)                         |
| Kate Richardson                       | 12 septembre 2002 | Royaume-Uni      |                                             |
| Kaja Rysz                             | 10 avril 1999     | Pologne          | Atom Deweloper-Posciellux.pl-Wrocław (2022) |
| Karin Söderqvist                      | 31 juillet 2003   | Suède            | Watersley R&D Cycling Team (2022)           |
| April Tacey                           | 12 octobre 2000   | Royaume-Uni      | Brother UK-Tifosi-Onform (2019)             |
| Babette van der Wolf                  | 29 avril 2004     | Pays-Bas         |                                             |
| Margaux Vigié                         | 21 juillet 1995   | France           | Valcar-Travel & Service (2022)              |
| Ella Wyllie                           | 1 septembre 2002  | Nouvelle-Zélande | Parkhotel Valkenburg (2022)                 |
|                                       |                   |                  |                                             |
| Source : ProCyclingStats              |                   |                  |                                             |

### Victoires
| Victoires | Victoires | Victoires | Victoires | Victoires | Victoires |
| Date      | Course    | Pays      | Classe    | Vainqueur |           |
| --------- | --------- | --------- | --------- | --------- | --------- |

### Classement mondial
| Classement UCI | Classement UCI       | Classement UCI   | Classement UCI |
| Coureuse       | Coureuse             | Pays             | Points         |
| -------------- | -------------------- | ---------------- | -------------- |
| 91e            | Ella Wyllie          | Nouvelle-Zélande | 421 pts        |
| 173e           | Natalie Grinczer     | Royaume-Uni      | 218.2 pts      |
| 227e           | Margaux Vigié        | France           | 164 pts        |
| 343e           | Kaja Rysz            | Pologne          | 93 pts         |
| 377e           | Ella Harris          | Nouvelle-Zélande | 81 pts         |
| 480e           | Babette van der Wolf | Pays-Bas         | 57 pts         |
| 530e           | April Tacey          | Royaume-Uni      | 49 pts         |
| 762e           | Maddie Leech         | Royaume-Uni      | 25 pts         |
| 1122e          | Typhaine Laurance    | France           | 5 pts          |
| 1238e          | Karin Söderqvist     | Suède            | 3 pts          |